# Singram
Genre
Singram est un genre d'opilions laniatores de la famille des Gonyleptidae.

## Distribution
Les espèces de ce genre sont endémiques du Brésil. Elles se rencontrent dans les États de Rio de Janeiro et du São Paulo.

## Liste des espèces
Selon World Catalogue of Opiliones (14/09/2021) :
- Singram brasiliensis (Mello-Leitão, 1940)
- Singram simplex Mello-Leitão, 1937
- Singram singularis Soares & Soares, 1948

## Publication originale
- Mello-Leitão, 1937 : « Cuatro géneros nuevos de Pachylinae. » Revista Chilena de Historia Natural, vol. 41, p. 149–156.